# Dominique Fishback
Dominique Fishback és una actriu i dramaturga nord-americana coneguda sobretot per haver interpretat a Billie Rowan a Show Me a Hero i Darlene a The Deuce.

## Biografia
Fishback es va graduar a la Pace University amb un B.A. de Teatre.

## Trajectòria professional
Al 2014, Fishback es va estrenar a la producció teatral d'Off-Off Broadway Subverted on va interpretar a vint-i-dos personatges. Subverted va ser nominada al premi Innovative Theater Award de 2015 per una actuació excepcional en solitari. Al 2016, Abingdon Theatre Company va anunciar a Fishback com una dels seus destinataris del Programa de Residència inaugural.
El primer paper rellevant de l'actriu va ser al drama de vivenda de Yonkers, Show Me a Hero, com a mare soltera anomenada Billie Rowan.
El seu primer paper habitual fou a la sèrie dramàtica del Times Square dels anys setanta anomenada The Deuce. Fishback ha estat coneguda com un dels personatges més destacats del programa a causa de la seva interpretació com a prostituta, Darlene, referint-se a ella com a algú "dolçament vulnerable". El co-creador David Simon ha assenyalat els seus punts forts com a actriu en la interpretació de Darlene. Pel que fa al seu paper a The Deuce, Fishback va ser classificada per USA Today com una de les cinc cares noves que la gent hauria de veure a la televisió durant la tardor de 2017.
La seva primera pel·lícula on va actual és Night Comes On, que es va estrenar al Festival de Cinema de Sundance de 2018.
Va interpretar el paper de Kenya a la pel·lícula The Hate U Give (2018), que es basa en el popular llibre per a joves i adults amb el mateix nom. Al 2018, Fishback també va aparèixer com una versió jove de la mare de Jay-Z, Gloria Carter, al seu videoclip per la cançó "Smile".

## Filmografia

### Pel·lícules
| Any  | Títol original              | Títol traduït            | Rol             | Notes          |
| ---- | --------------------------- | ------------------------ | --------------- | -------------- |
| 2018 | Night Comes On              | Arriba la Nit            | Angel Lamere    |                |
| 2018 | The Hate You Give           | L'Odi que Dónes          | Kenya           |                |
| 2020 | Project Power               | Projecte Poder           | Robin           | Completada     |
| TBD  | Judas and the Black Messiah | Judes i el Messies Negre | Deborah Johnson | Post-producció |

### Televisió
| Any     | Títol original         | Títol traduït                     | Rol            | Notes                                                          |
| ------- | ---------------------- | --------------------------------- | -------------- | -------------------------------------------------------------- |
| 2013    | The Knick              | El Matx                           | Dona negra     | Episodi: "The Busy Flea"                                       |
| 2014    | The Affair             | L'Afer                            | Keisha         | Episodi "8"                                                    |
| 2015    | The Americans          | Els Americans                     | Nicole         | Episodi: "Dimebag"                                             |
| 2015    | Blue Bloods            | Sangs Blaves                      | Charelle Tyler | Episodi: "Through the Looking Glass"                           |
| 2015    | Royal Pains            | Dolors Reials                     | Elan           | Episodis: "Lending a Shoulder" and "The Prince of Nucleotides" |
| 2015    | Show Me a Hero         | Mostra'm un Heroi                 | Billie Rowan   | Personatge recurrent; 4 episodis                               |
| 2017–19 | The Deuce              | El Degut                          | Darlene        | Sèrie regular                                                  |
| 2018    | Random Acts of Flyness | Actes Aleatoris de la Volatilitat | Najja          | Personatge recurrent; 4 episodis                               |